# الرباط الرسغي المتشعع
الرِّباطُ الرُّسُغِيُّ المُتَشَعِّع هو رباط يوجد في الجانب الراحي للمعصم. ينشأ من عظم الرأس ويربطهُ على شكل مروحة مع العظام الرسغية المجاورة، وبالتحديد مع العظم الكلابي والعظم الزورقي والعظم المثلث والعظمتين المضلعتين. يُشكل هذا الرباط أرضية النفق الرسغي بهذه العظام.
في الثدييات الرباعيات الأرجل، تنشأ العضلات بين الأصابع من الرباط الرسغي المتشعع. وفي الخيول، يؤدي أيضًا إلى ظهور رباط داعم (ملحق الرباط)، والذي يتصل بالوتر المثني العميق في منتصف الباسترن. في ذوات الحوافر، يُعتبر أن الرباط الرسغي المتشعع هو جزء من الرباط الراحي المشترك.